# Lévai Tamás
Lévai Tamás (Veszprém, 1974 –) Szendrői Jenő- és Molnár Péter-díjas magyar építész. Számos hazai és nemzetközi pályázaton vett részt sikerrel, legfontosabb megépült munkái közé tartozik a 2010-es sanghaji világkiállítás magyar pavilonja.

## Életpályája
1993-ban érettségizett a veszprémi Lovassy László Gimnáziumban, majd 1993-1999 között a Budapesti Műszaki és Gazdaságtudományi Egyetem Építészmérnöki Karának hallgatója volt. 1996-1999 között a Bercsényi Építész Kollégium lakója. 1998-ban ösztöndíjasként a Helsinki Műszaki Egyetem Építész Karán tanult. 1999-2002 között a BME Építészmérnöki Kar Középülettervezési Tanszék doktori képzésének hallgatója; DLA doktori fokozatát 2018-ban szerezte meg. 2002-2004 között az ÉME Mesteriskola XVII. ciklusának hallgatója; a ciklus végén Szendrői Jenő-díjat ítéltek neki.
Diplomázását követően többek között Getto Tamással és Janesch Péterrel dolgozott együtt, majd hosszabb időre Nagy Tamás munkatársa lett, akivel együttműködött a gödöllői Szentháromság templom és közösségi ház, a budapesti HungaroControl irodaház vagy a mátraverebély-szentkúti zarándokszállás terveinek készítésében. 2008 óta állandó alkotópartnere Jószai Ágnes. 2010-ben alapította a Tarka Építész Műtermet, amelynek ügyvezető igazgatója. 
1999-től oktatott a Budapesti Műszaki Egyetem Építész Kar Középülettervezési Tanszékén. 2006-tól a Mesteriskola mestere. 2020-tól a győri Széchenyi István Egyetem egyetemi docense.
2010-ben aratta első nemzetközi sikerét a sanghaji világkiállítás magyar pavilonjával, amely a gömböcöt mutatta be, és ötletességével elnyerte a világkiállítás ezüst fokozatú díját. Ugyanebben az évben megnyerte a szlovéniai Maribor képzőművészeti galériájára kiírt nemzetközi tervpályázatot. A megbízás a kiviteli terv elkészítéséig folytatódott, de az épület nem valósult meg.
2013-ban Molnár Péter-díjat kapott.

## Fontosabb építészeti munkák

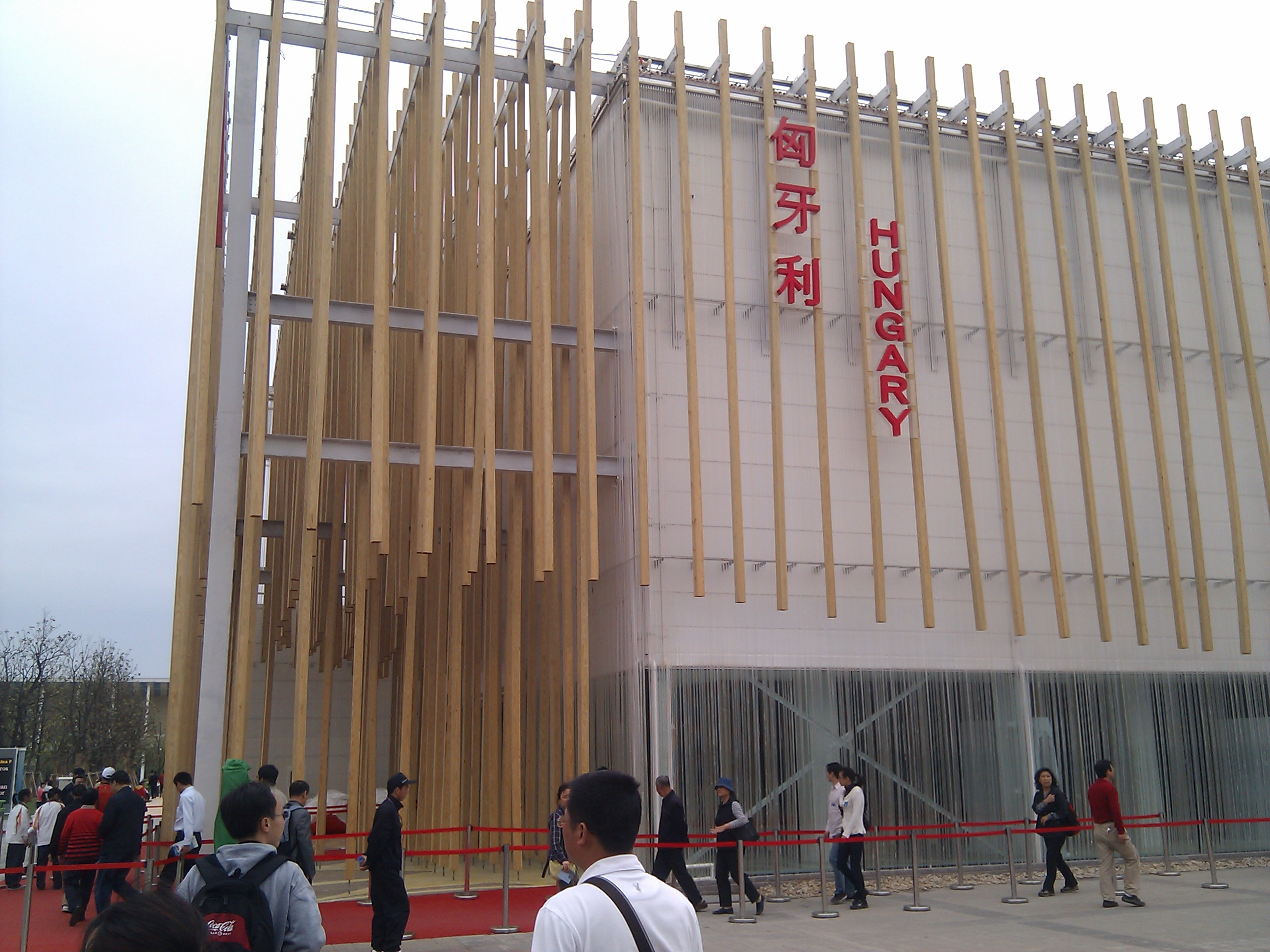
A 2010-es sanghaji világkiállítás magyar pavilonja

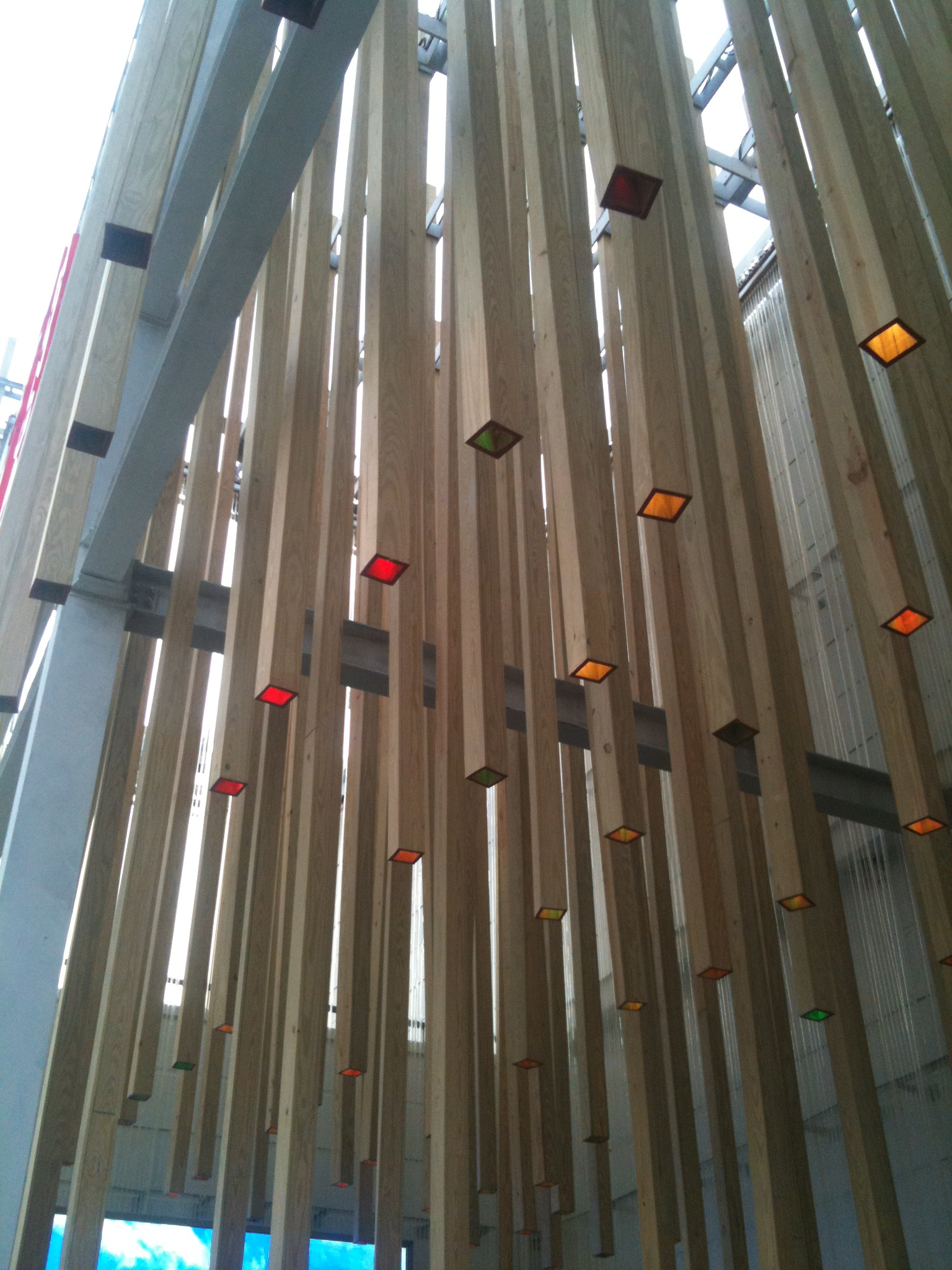
A pavilon részlete

- 2018. A Pécsi Tudományegyetem Orvostudományi Centruma közösségi tereinek fejlesztési terve[5]
- 2017. Állatkert, Veszprém, nagy tó és pelikánok kifutója (koncepcióterv), főbejárat és játszóház (engedélyezési terv), nagymacskák kifutója (engedélyezési terv)
- 2016. Magyar Testnevelési és Sporttudományi Egyetem, kampusz fejlesztése, Budapest (pályázaton első díjas terv)
- 2013-2015. Mátraverebély-Szentkút Nemzeti Kegyhely fejlesztése (Nagy Tamás munkatársaként, megvalósult)
- 2010-2011. Új Művészeti Galéria, Maribor, Szlovénia (kiviteli tervszintig)
- 2010. A világkiállítás magyar pavilonja, Sanghaj, Kína (megvalósult)
- 2007. Szentháromság templom és közösségi ház, Gödöllő (Nagy Tamás munkatársaként, megvalósult)[6]

## Válogatott pályázati eredmények
- 2018. Déli Városkapu, Budapest, nemzetközi urbanisztikai tervpályázat csapat tagja II. díj
- 2018. Pasaréti Templom, Plébánia és Közösségi ház, Budapest, meghívásos tervpályázat II. díj[7]
- 2018. Könyvtár és Tudásközpont, Hódmezővásárhely, tervpályázat, III. díj
- 2016. Magyar Testnevelési és Sporttudományi Egyetem kampusz fejlesztése, Budapest, meghívásos tervpályázat, I. díj
- 2016. Nyíregyháza – Sóstógyógyfürdő, szálloda, tervpályázat, II. díj (társtervező: Jószai Ágnes)[8]
- 2014. Budapest, Millenáris Velodrom, tervpályázat, III. díj[9]
- 2013. Budapest, Liget Budapest, tervpályázat, II.díj
- 2013. Helsinki, könyvtár, nemzetközi tervpályázat, dicséret[10]
- 2012. Budapest, Iparművészeti Múzeum, nemzetközi tervpályázat, III.díj (társtervező: Jószai Ágnes) [11]
- 2010. Maribor 2012. EKF, Szlovénia – Új Művészeti Galéria, nemzetközi tervpályázat I. díj (társtervező: Jószai Ágnes)[12]
- 2009. Miskolctapolca, Barlangfürdő bővítése tervpályázat, megosztott I. díj
- 2008. Sanghaj 2010 Világkiállítás Magyar Pavilonja, II. díj, megépült 2010[13]
- 2008. Pécs 2010 EKF–Zsolnay Kulturális Negyed, nemzetközi tervpályázat III.díj
- 2007. Pécs 2010 EKF – Nagy Kiállítótér, nemzetközi tervpályázat II.díj[14]
- 2007. Pécs 2010 EKF – Dél-Dunántúli Regionális Könyvtár és Tudásközpont, nemzetközi tervpályázat III.díj
- 2005. Budapest, Reitter Ferenc utcai műteremház. országos nyílt tervpályázat II. díj[15]
- 2004. Debrecen, multifunkcionális épületegyüttes, megosztott I. díj (Gereben Péter, Fonyódi Mariann, Molnár Réka mellett, mester: Getto Tamás)
- 2004. Tata, Fedeles Lovarda, megosztott I. díj (Szabó Árpád, Tóbiás Tamás, Zombor Gábor mellett, mester: Janesch Péter)

## Díjak, elismerések
- 2016. Mesteroktató cím, BME
- 2013. Molnár Péter-díj
- 2010. Pavilon Tervezési Ezüstdíj, Sanghaj EXPO
- 2010. Szendrői Jenő-díj
- 1999. Magyar Építész Kamara diplomadíja